# Mathias Feldges

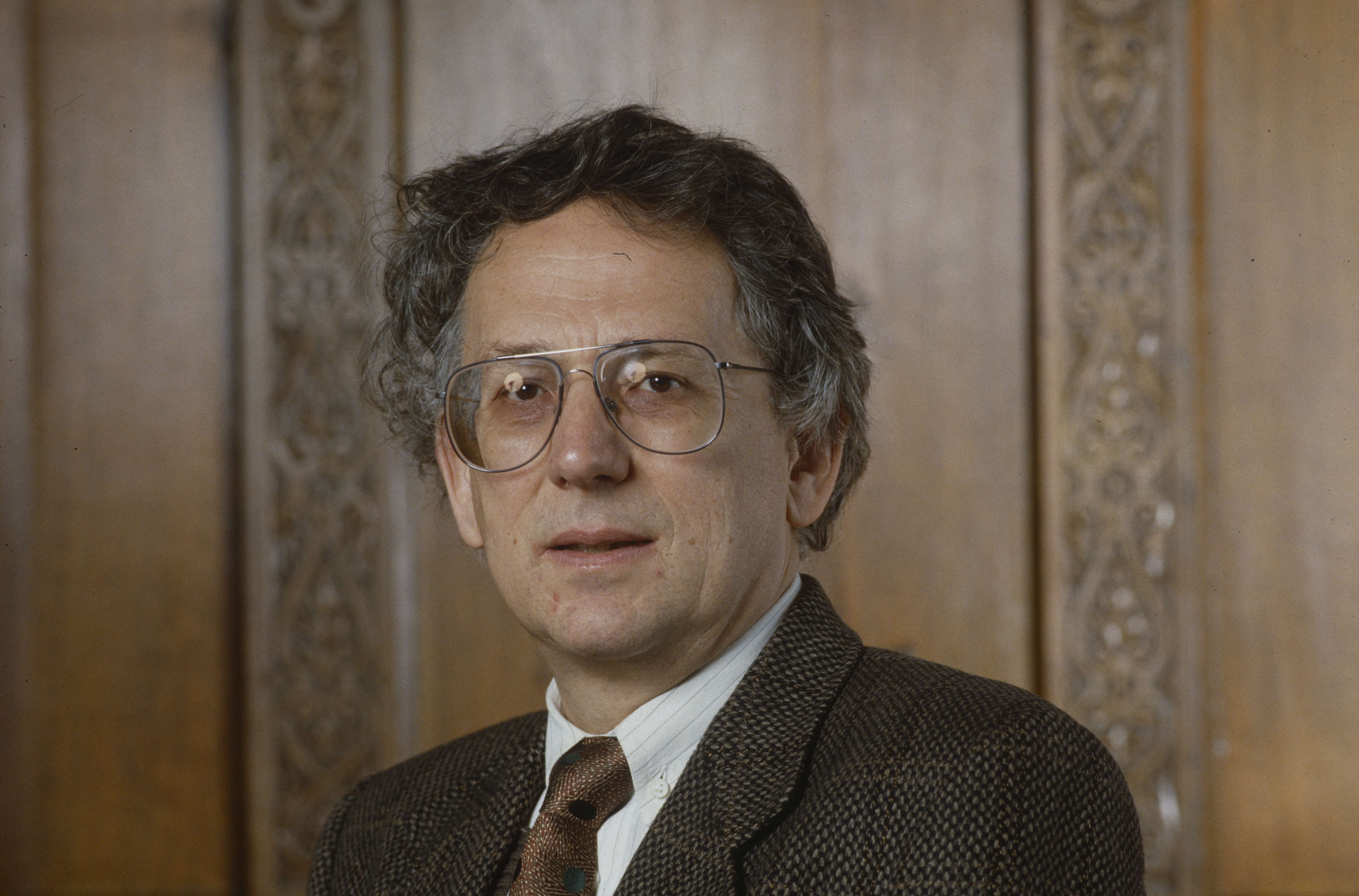
Mathias Feldges (1992)

Mathias Feldges (geboren am 10. August 1937 in Oberbipp; gestorben am 17. September 2022; heimatberechtigt in Oberbipp) war ein Schweizer Politiker (SP). Er war von 1984 bis 1997 Regierungsrat von Basel-Stadt.

## Leben
Mathias Feldges wuchs in Oberbipp, Kanton Bern, und in Solothurn auf. Seine Mutter war die Frauenrechtlerin Kunigund Feldges-Oeri, eine Tochter des Journalisten und Politikers Albert Oeri, Chefredaktor der «Basler Nachrichten» und Nationalrat der Basler Liberaldemokraten. Sein Vater Fritz Feldges war Theologe in Berlin und flüchtete als Gegner der Nationalsozialisten nach deren Machtübernahme 1933 in die Schweiz.
Feldges erwarb an der Kantonsschule Solothurn die Matura und war mit dem Vulgo Nimbus in der Schülerverbindung Wengia aktiv.  Danach studierte er an der Universität Basel Germanistik, Kunstgeschichte und Soziologie. 1968 promovierte er mit einer Arbeit über Hans Jakob Christoffel von Grimmelshausens «Landstörzerin Courasche». Danach wurde er Assistent am Deutschen Seminar. Er setzte sich für bessere Arbeitsbedingungen für den universitären Mittelbau ein und gründete dafür zusammen mit anderen Assistierenden einen fakultätsübergreifenden Verband, der schnell auf mehr als 800 Mitglieder anwuchs.

## Politische Laufbahn

### Engagement in der SP
Wegen des Engagements für den universitären Mittelbau bot der VPOD Feldges 1972 einen seiner Plätze auf der SP-Liste für den Grossen Rat an. Die Kandidatur hatte keinen Erfolg. Feldges trat danach jedoch der SP bei, wo er zu dieser Zeit als Akademiker noch eine Ausnahmeerscheinung war. Er prägte die Partei massgeblich, indem er Sachgruppen initiierte. Dadurch gelang es, Externe für die Mitarbeit in der SP und letztlich für die Mitgliedschaft zu gewinnen, wodurch sich zeitweise bis zu 170 Personen an der Parteiarbeit beteiligten. Resultat war die Schrift «Sozialdemokratische Gemeindepolitik», die 1976 zum Wahlprogramm der Sozialdemokratischen Partei Basel-Stadt wurde. Darüber hinaus wurde die SP durch dieses Vorgehen thematisch geöffnet: Neben den Kampf für die Unterprivilegierten traten Themen wie der Ausbau des ÖV und die Reduktion des Autoverkehrs, die Attraktivitätssteigerung Basels als Wohnstadt oder die Bewahrung historischer Bauwerke. 1976, vier Jahre nach dem ersten Versuch, gelang Feldges die Wahl in den Grossen Rat.
Nach dem Rücktritt von Carl Miville-Seiler übernahm Feldges 1977 das Präsidium der SP Basel-Stadt, das er bis 1981 behielt. Unter seiner Präsidentschaft kam es zum Bruch mit dem rechten Flügel der Partei, der sich hinter dem innerparteilich in die Kritik geratenen Polizeidirektor Karl Schnyder versammelte, die SP verliess und die Demokratisch-Soziale Partei (DSP) gründete. Verantwortlich dafür war gerade die von Feldges angestossene thematische Öffnung der Partei. Dadurch wurden zwar neue Wähler angelockt, darunter viele Akademiker. Allerdings wurden auch viele ältere Mitglieder, insbesondere gewerkschaftlich organisierte und dabei wiederum speziell VPOD- und SMUV-Mitglieder, von der SP entfremdet. Nachdem sich bereits nach den Wahlen 1980 mit der Aktionsgemeinschaft Sozialdemokraten und Gewerkschafter eine parteiinterne Opposition gebildet hatte, forcierte Feldges im Sommer 1980 die Parteispaltung. Er forderte Schnyder auf, seine Politik zu ändern, und drohte andernfalls mit dem Entzug der Unterstützung. Schnyder trat nach einigen Tagen aus der SP aus, blieb aber Regierungsrat. Nach weiteren Spannungen zwischen der ASG und der SP wurde nach Feldges' Amtszeit als SP-Präsident im Juni 1982 die DSP gegründet.

### Regierungsrat
Bei den Wahlen 1980 versuchte die SP, den 1976 verlorenen dritten Sitz im Regierungsrat zurückzuholen. Damals trat der VPOD-Gewerkschafter und Leiter des Kantonalen Arbeitsamtes Hansruedi Schmid mit bürgerlicher Unterstützung als wilder Kandidat an und verhinderte so die Wahl des offiziellen SP-Kandidaten Helmut Hubacher. Schmid wurde noch vor seiner Wahl aus der SP ausgeschlossen. Der Parteivorstand wollte den dritten Sitz mit Feldges zurückerobern. Die internen Spannungen in der SP bewirkten jedoch, dass er bei der Kandidatenkür hinter dem unumstrittenen bisherigen Edmund Wyss, dem umstrittenen Polizeidirektor Schnyder und dem von seinen Gegner unterstützten, als links geltenden Felix Mattmüller nur den vierten Platz erreichte und aus dem Rennen ausschied.
Als nach dem Austritt Schnyders auch Wyss zur DSP wechselte, stand die SP als stärkste Basler Partei ganz ohne Regierungsrat da. Sie trat deshalb bei den Wahlen 1984, als Wyss nicht mehr kandidierte, wieder mit drei Kandidaturen an. Neben Remo Gysin und der Journalistin Linda Stibler trat Feldges erneut an. Im zweiten Wahlgang konnten Feldges und Gysin bei der gleichzeitigen Wiederwahl von Schnyder für die SP zwei Sitze gewinnen. Schmid schaffte die Wiederwahl nicht. Feldges übernahm das Wirtschafts- und Sozialdepartement.
Wenn auch in weit geringerem Ausmass als seinem Parteikollegen Gysin wurde Feldges von seinen bürgerlichen Kontrahenten vorgeworfen, gegen das Kollegialitätsprinzip zu verstossen. Trotzdem wurde er bei den Regierungsratswahlen 1988 ebenso wie Gysin im ersten Wahlgang bestätigt. Ebenso wurde er 1992 wiedergewählt, als Gysin seinen Sitz zugunsten der dritten SP-Kandidatin Veronica Schaller räumen musste, die als erste Frau in die Basler Regierung einzog. Bei den Gesamterneuerungswahlen 1996 trat Feldges nicht mehr an. Nach seinem Rücktritt liess er sich pensionieren und übte verschiedene ehrenamtliche Tätigkeiten aus. Er war in den Amtsjahren 1987/1988 und 1993/1994 Regierungspräsident.
Während seiner Amtszeit war er am Aufbau des Tarifverbunds Nordwestschweiz beteiligt (Ausdehnung der Gültigkeit des Stadtbasler Abonnements auf die ganze Nordwestschweiz, und zwar zum selben Preis) und er kämpfte erfolgreich für den Verbleib der Messe, die damals wegen Sanierungsbedarf und Platzmangel einen Wegzug ins Elsass erwog, in Basel. Ausserdem war ihm die Sozialpolitik ein wichtiges Anliegen. Die Sozialausgaben konnte er wiederholt erhöhen. Er selbst bezeichnete als möglicherweise wichtigsten Erfolg seiner Amtszeit die Aufstockung der Ergänzungsleistungen. Veronica Schaller schildert zudem eine Anekdote, wie Feldges die Erhöhung des Rentenalters für Staatsangestellte verhinderte. Zu einem Kompromissvorschlag der SP sagte er im Grossen Rat, er könne sich nicht dazu äussern, da im Regierungsrat nicht darüber gesprochen worden sei und er sich ans Kollegialitätsprinzip halten wolle. Gemäss Schaller hätte Feldges' Zustimmung die Mehrheiten gedreht, während das Rentenalter dank seiner Intervention bei 63 Jahren blieb.

## Publikationen
- Mathias Feldges: Grimmelshausens Landstörtzerin Courasche. Eine Interpretation nach der Methode des vierfachen Schriftsinnes. Francke, Bern 1969.
- Mathias Feldges (Hrsg.): Sozialdemokratische Gemeindepolitik; Von den Parteimitgliedern der SP Basel-Stadt erarbeitete Grundlagen für die Politik eines Schweizer Gemeindewesens. Z-Verlag, Basel 1976, ISBN 3-85990-023-4.